# Lucius Aurelius Commodus Pompeianus
Lucius Aurel(l)ius Commodus Pompeianus, né vers 176 et mort en 211 ou 212, est un sénateur et homme politique de l'Empire romain, consul en 209.
Fils de l'impératrice Lucilla et de son second mari Tiberius Claudius Pompeianus, petit-fils de Marc Aurèle et neveu de Commode, il compte au nombre des héritiers présomptifs de l'Empire et est assassiné par Caracalla.

## Éléments biographiques
On connaît peu de choses sur la vie de L. Aurelius Commodus Pompeianus, qui n'apparait que fugacement dans quelques sources antiques comme l’Histoire Auguste ou chez Dion Cassius, ainsi que sur quelques éléments épigraphiques. 

### Entourage

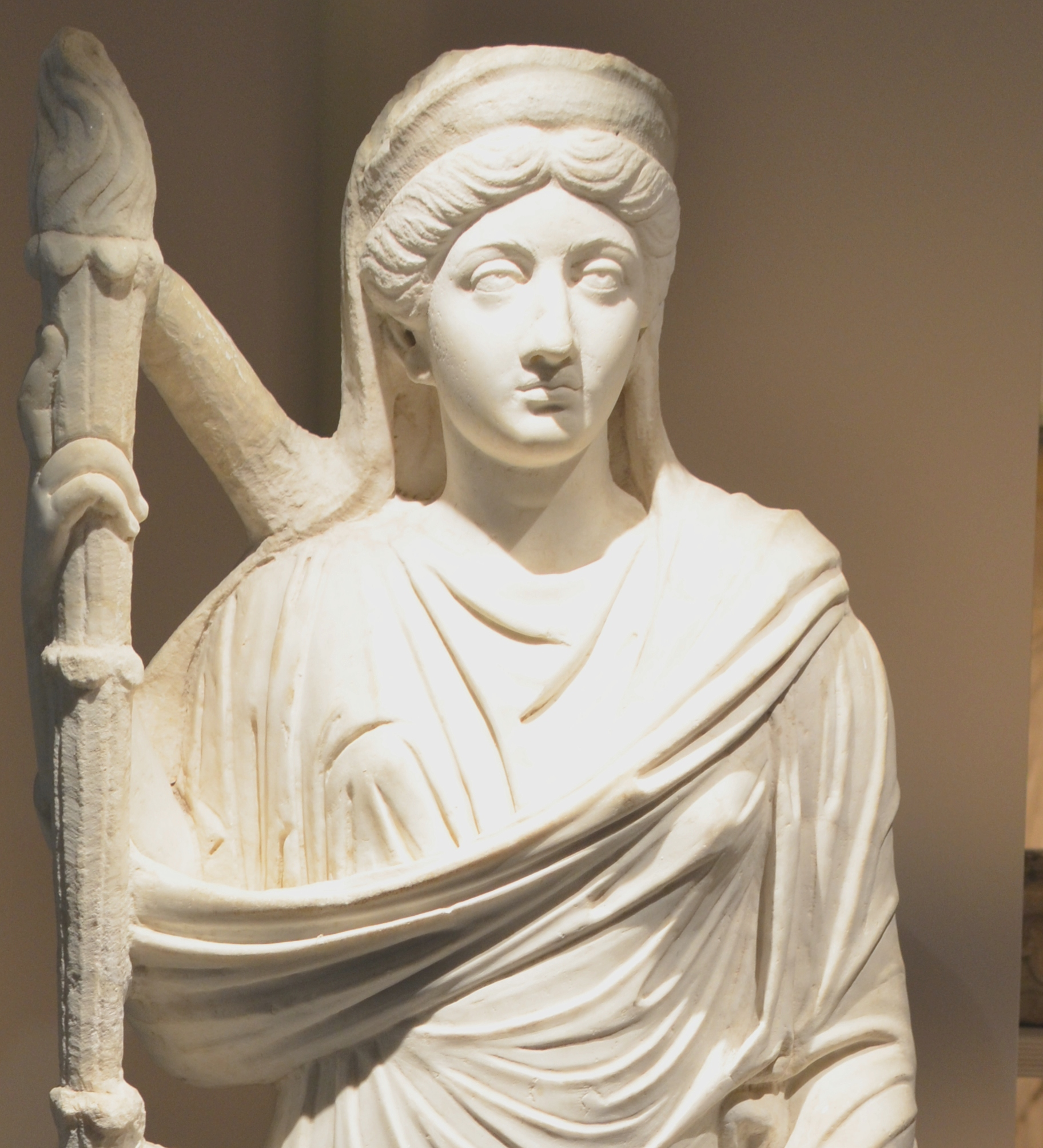
L'impératrice Lucilla, mère de Pompeianus, représentée sous les traits de Cérès, fin du IIe siècle, musée national du Bardo.

Né vers 176, L. Aurelius Commodus Pompeianus  l'un des deux fils de l'Augusta Lucilla et de son second mari, Tiberius Claudius Pompeianus, un chevalier romain originaire d'Antioche, alors considéré comme le meilleur général de l'Empire. Cette union entre un militaire déjà âgé et la jeune veuve de Lucius Verus mort en 169 est imposée avant même la fin du deuil par Marc Aurèle à sa fille, contre son gré et celui de son épouse Faustina.  
Après la mort de Marc Aurèle et l'accession de Commode en 180, Aurelius Commodus suit son père dans ses domaines où, vraisemblablement séparé de son épouse et bien que probablement sollicité pour prendre la tête de l'Empire en tant que militaire de renom et gendre impérial, ce dernier s'est retiré de la vie publique. S'étant ainsi tenu éloigné des affaires et n'ayant pas participé à la conjuration que mène Lucilla contre son frère, dont l'échec la conduit à l'exil puis à la mort en 182, T. Claudius Pompeianus et son fils ne sont pas inquiétés dans la répression qui s'ensuit.

### Carrière

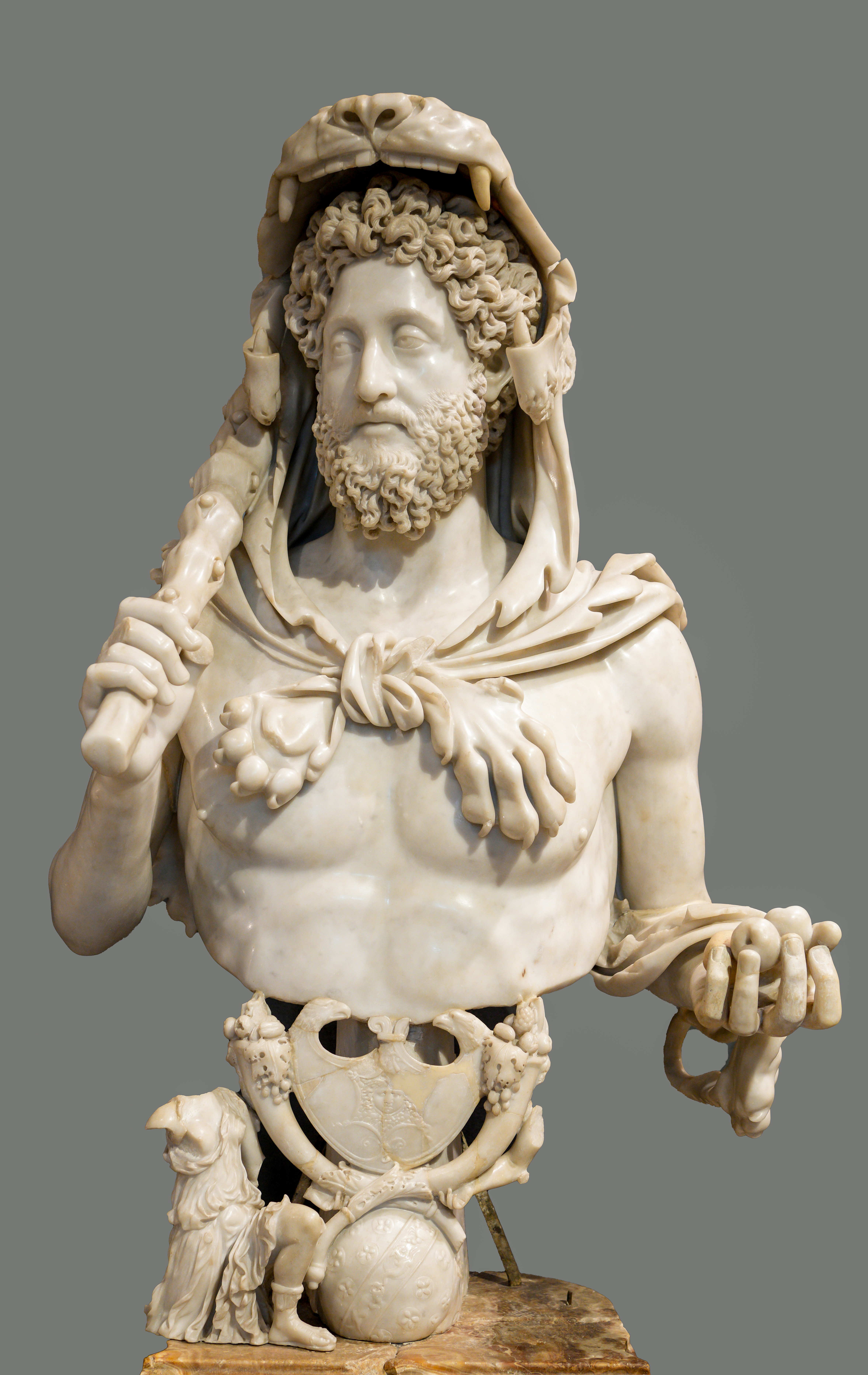
Buste de Commode, oncle de Pompeianus, en Hercule, c. 191-192, musées du Capitole.

Bien qu'on ne connaisse pas grand chose du personnage, cette hérédité confère à Lucius Aurelius Commodus Pompeianus, au-delà d'un nom retentissant d'un grande auctoritas, une potentielle légitimité pour prétendre à la tête de l'Empire (capax imperii). C'est probablement pour ne pas éveiller davantage la méfiance de Commode qui considère Aurélius Commodus et son frère comme un danger potentiel, que leur père, bien qu'il s'y refuse lui-même, oblige les deux jeunes gens à assister aux spectaculaires jeux cynégétiques organisés par l'empereur peu de temps avant son assassinat en 192. 
Dans les quelques éléments également connus sur Pompeianus, daté de 197, on trouve à Lugdunum un autel qu'il dédie à Septime Sévère et sa maison, alors qu'il sert comme tribun militaire de la Legio I Minervia. On sait ensuite qu'en 209, il accède au consulat sous le règne de Septime Sévère, en compagnie de Quintus Lollianus Plautius Avitus.  
Pompeianus continue néanmoins de représenter une menace pour le pouvoir en place et en 211 ou 212, il est assassiné dans un guet-apens orchestré par le nouvel empereur Caracalla dans la série d'éliminations de potentiels rivaux à laquelle ce dernier se livre au début de son règne et qui comptent en outre son propre frère Geta, son cousin Gaius Septimius Severus Aper ainsi que le fils de Pertinax. Cependant, Caracalla prend néanmoins la précaution de faire croire que le meurtre de Pompeianus a été perpétré par des brigands.
Lucius Tiberius Claudius Pompeianus et Titus Claudius Aurelius Quintianus, respectivement consuls ordinaires en 231 et en 235 sont probablement ses fils, ainsi que Clodius Pompeianus, consul ordinaire en 242 est probablement son neveu.